# Арно (озеро, Мурманская область)
Арно — озеро в Мурманской области. Крупнейшее озеро в окрестностях города Снежногорск, расположено к юго-западу от города.
Озеро расположено на высоте 57 м над уровнем моря. Площадь водоёма составляет 3,28 км². Из озера в южном направлении вытекает река Белокаменка и впадает в Кольский залив Баренцева моря.

## Фауна
В озере обитает пресноводная рыба, которая на икрометание идёт в ручьи и реки. В озере проживают около 9 видов рыб: кумжа, голец, палия, сиг и другие. Воздействие человека на водоём за последние годы заметно снизило численность ценных рыб — кумжи, палии, сигов и других.